# Tignano (Barberino Tavarnelle)
Tignano è una frazione del comune di Barberino Tavarnelle, nella città metropolitana di Firenze.

## Storia e descrizione
Nei pressi della paese sono stati rinvenuti reperti archeologici di epoca etrusca ma le prime testimonianze sicure risalgono all'XI secolo. Nel XII secolo i conti Alberti fortificarono l'altura di Tignano. L'opera venne realizzato per garantire alle popolazioni della zona una certa sicurezza e per poter piantare un cuneo tra le due città nemiche di Firenze e Siena. Nel XIII secolo Tignano entrò a far parte della Repubblica di Firenze.

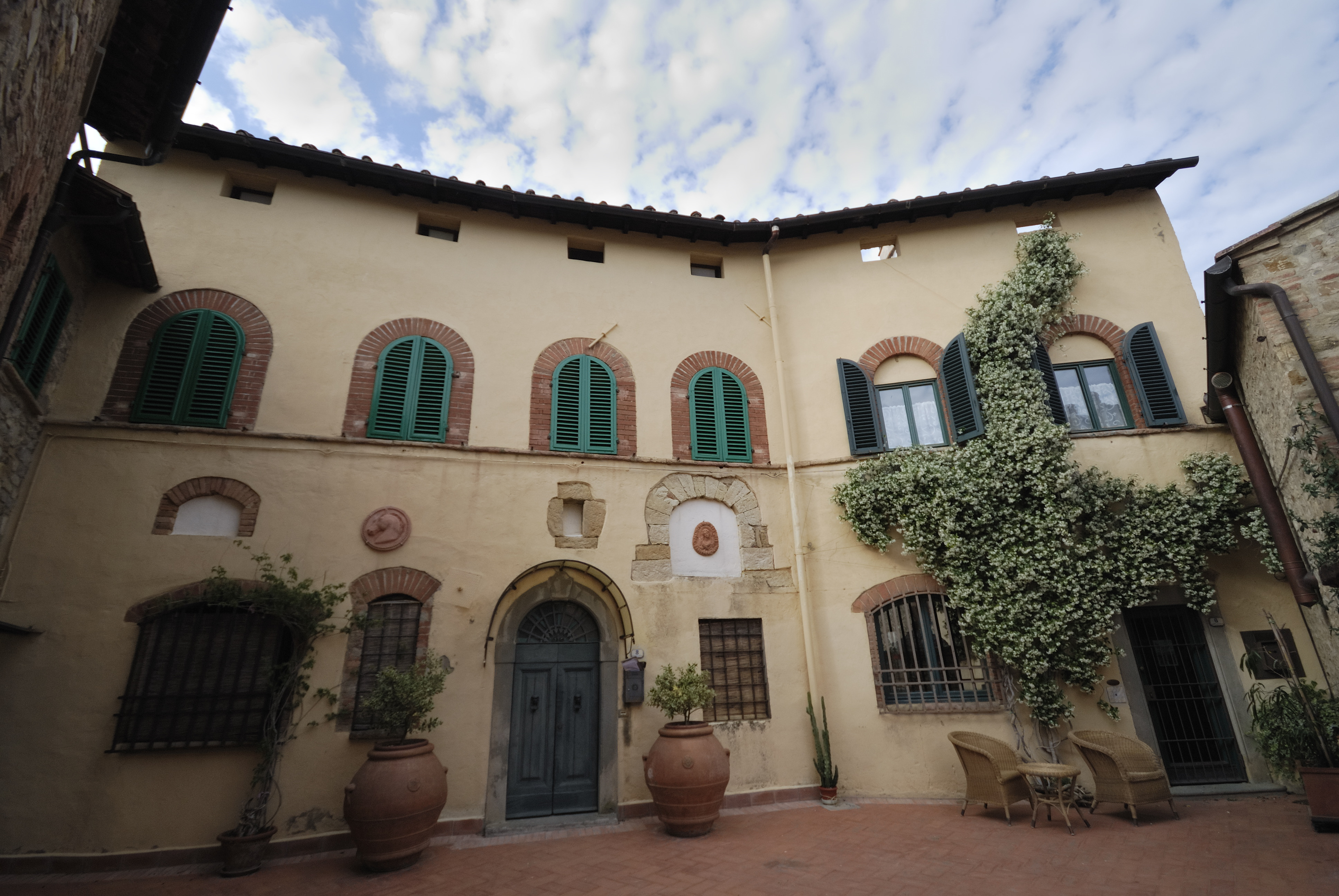
Palazzo dei Begliuomini

La parte di maggior interesse è costituita dall'antico borgo murato che si presenta perfettamente conservato nella sua originaria struttura circolare. Si tratta di uno dei migliori esempi di villaggio fortificato del XII secolo. Si è conservata quasi per intero la cinta muraria, costituita dalla parte retrostante delle case.
L'accesso al borgo avviene attraverso una porta ad arco in laterizio decorato con uno stemma di un capitano di ventura. La porta si appoggia ad una torre che aveva la funzione di cassero. Dalla porta, attraverso l'unico tracciato viario interno, si arriva nella piazzetta circolare sulla quale si affacciano alcune abitazioni, il cassero e la chiesa dedicata a San Romolo.
A destra della porta di ingresso sono presenti il pozzo o cisterna, realizzato in ciottoli di fiume e dietro di esso si staglia la mole del Palazzo dei Begliuomini, realizzato nel XIV secolo. 
Fuori dal castello è la chiesa di San Romolo, nella quale, sull'altare di patronato Guardi, è una tela di Domenico Frilli Croci con il Crocifisso e i dolenti, databile al 1619.